# Hort
Hort è un comune dell'Ungheria di 3.868 abitanti (dati 2001). È situato nella contea di Heves.